# سباستین سلکه
سباستین سلکه (انگلیسی: Sebastian Selke؛ زادهٔ ۲۲ فوریهٔ ۱۹۷۴) بازیکن فوتبال اهل آلمان است.
از باشگاه‌هایی که در آن بازی کرده‌است می‌توان به باشگاه فوتبال اوردینگن ۰۵، باشگاه فوتبال کلن، و باشگاه فوتبال شوارتز-وایس اسن اشاره کرد.